# Jan Wessels Boer (burgemeester)
Jan Wessels Boer (Ruinerwold, 16 april 1903 - Dalen, 21 november 1957) was een Nederlandse burgemeester.

## Leven en werk
Wessels Boer werd in 1903 in Ruinerwold geboren als zoon van de landbouwer Nicolaas Wessels Boer en van Femmigje Derks. Hij volgde in Meppel de opleiding aan de HBS. Na de middelbare school koos hij voor een loopbaan in de publieke sector. Hij was achtereenvolgens werkzaam op de gemeentesecretarieën van Maarssen en van Driebergen. In 1946 werd hij benoemd tot burgemeester van de Drentse gemeente Dalen. Tijdens zijn burgemeesterschap werd het onderwijs in de gemeente Dalen uitgebreid door de bouw van drie scholen. Wessels Boer was onder meer secretaris van de provinciale Drentse Vereniging het Groene Kruis.
Wessels Boer trouwde op 6 december 1926 te de Wijk met Margo Geeselina Steenbergen. Hij overleed plotseling in november 1957 op 54-jarige leeftijd in zijn woonplaats Dalen. In Dalen is de Burgemeester Wessels Boerschool naar hem genoemd.